# Parcul din Turbiv
Parcul din Turbiv este un monument natural, situat în Turbiv, în raionul Lîpoveț, regiunea Vinița, Ucraina.
A fost creat în secolul XIX. Parcul are o suprafață de 4,7 hectare. În parc sunt stejari bătrani cu o vechime de peste 100 de ani, cel mai bătrân având peste 300 de ani.

## Galerie

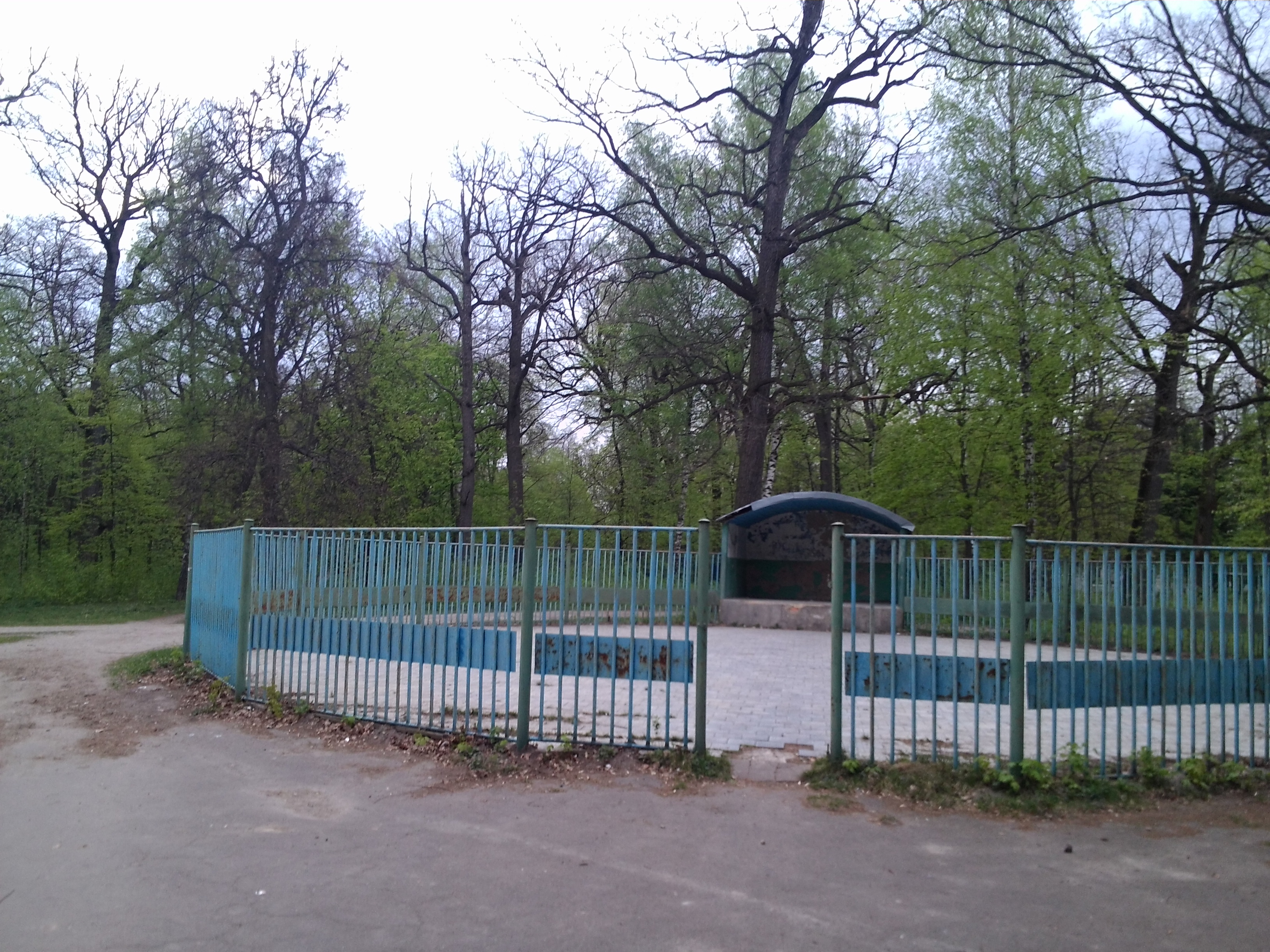
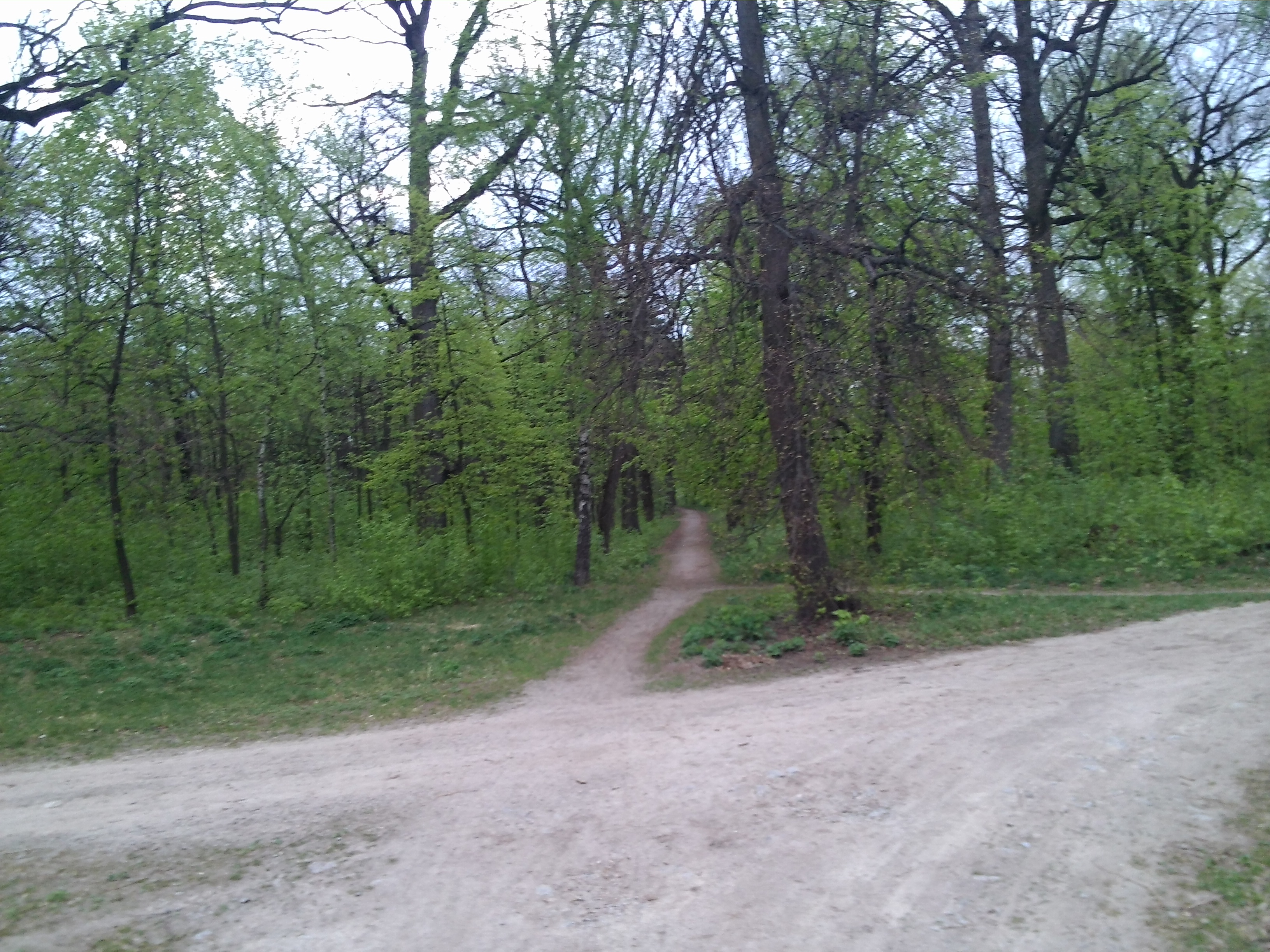
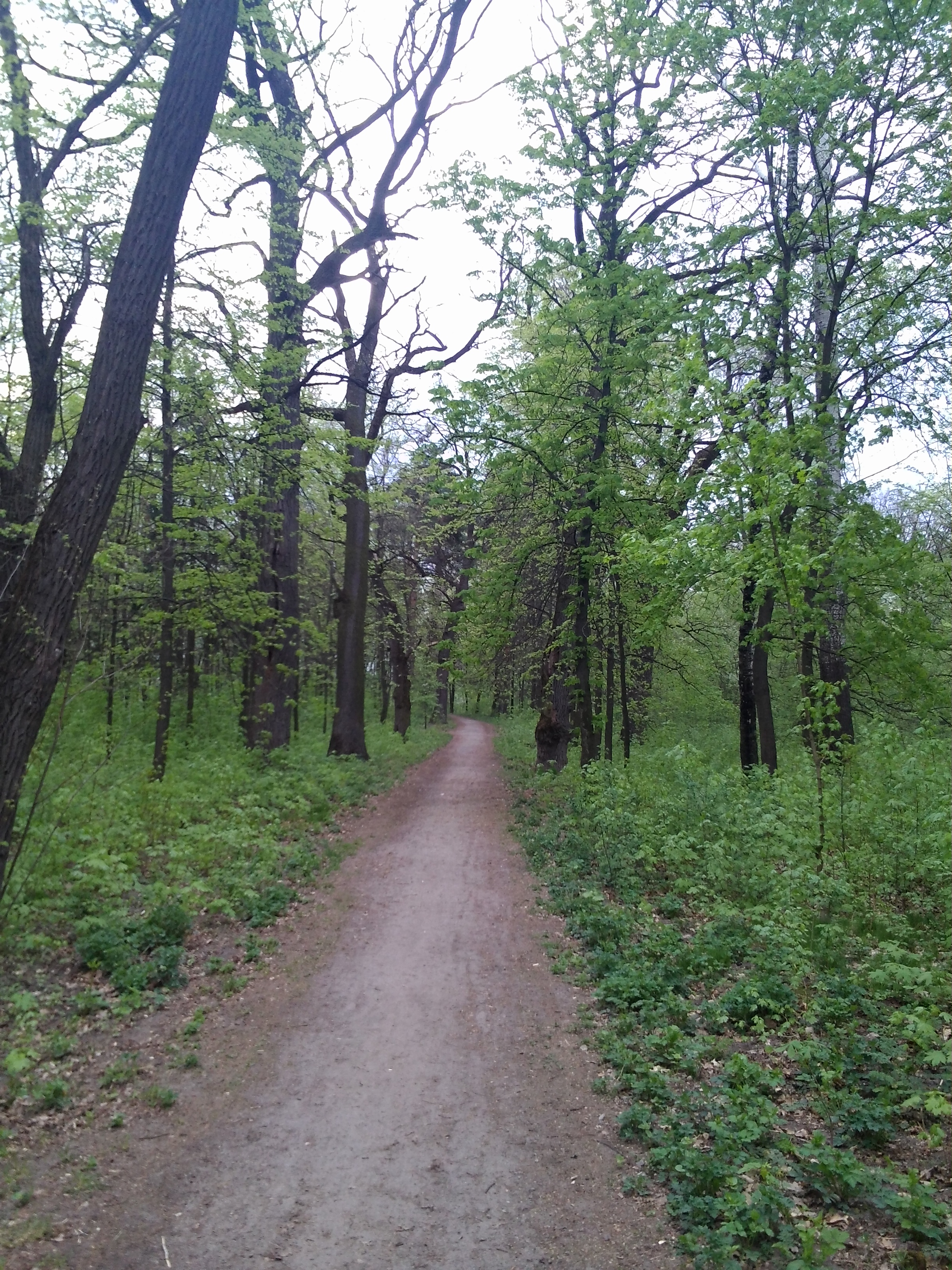
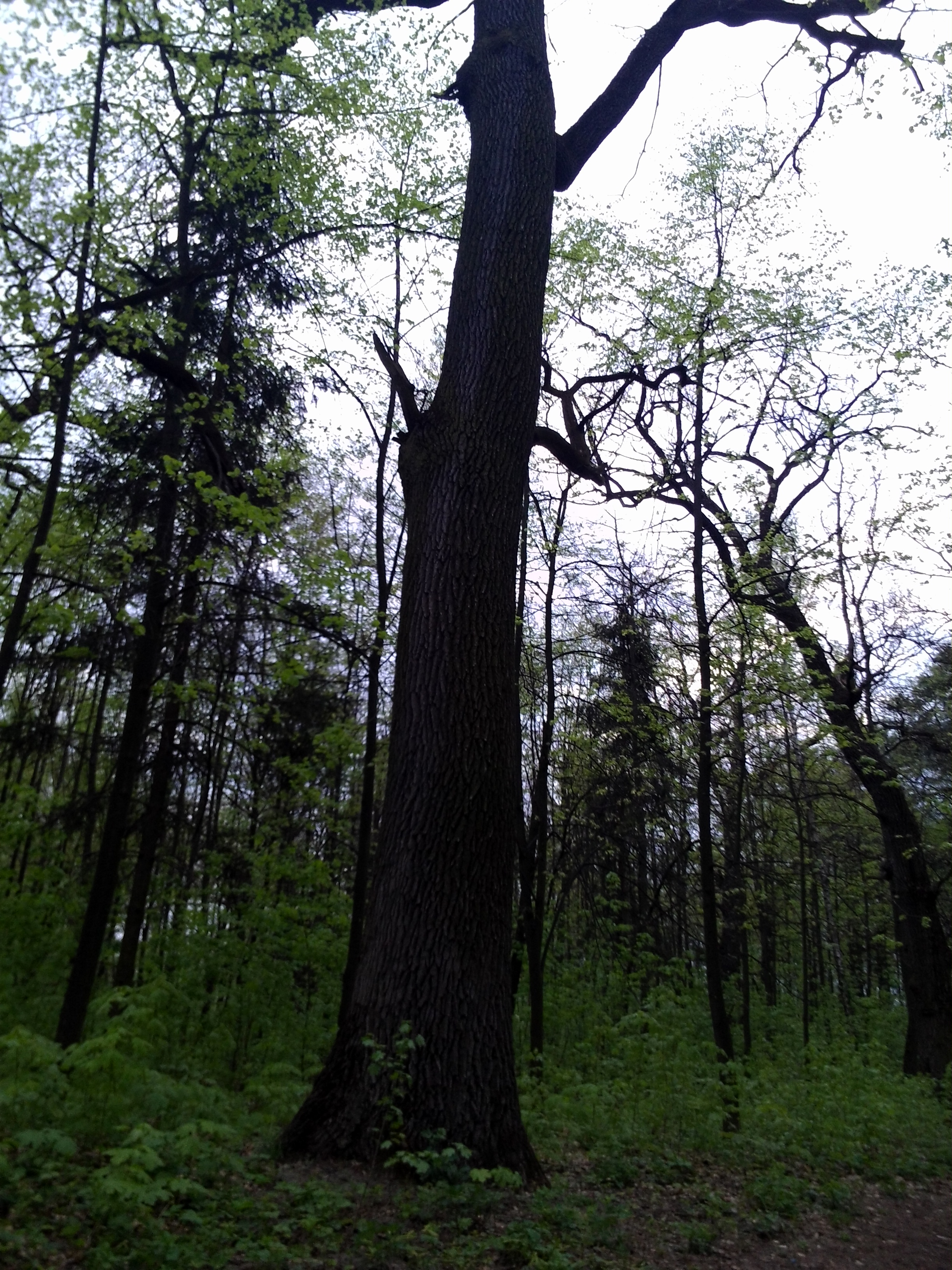
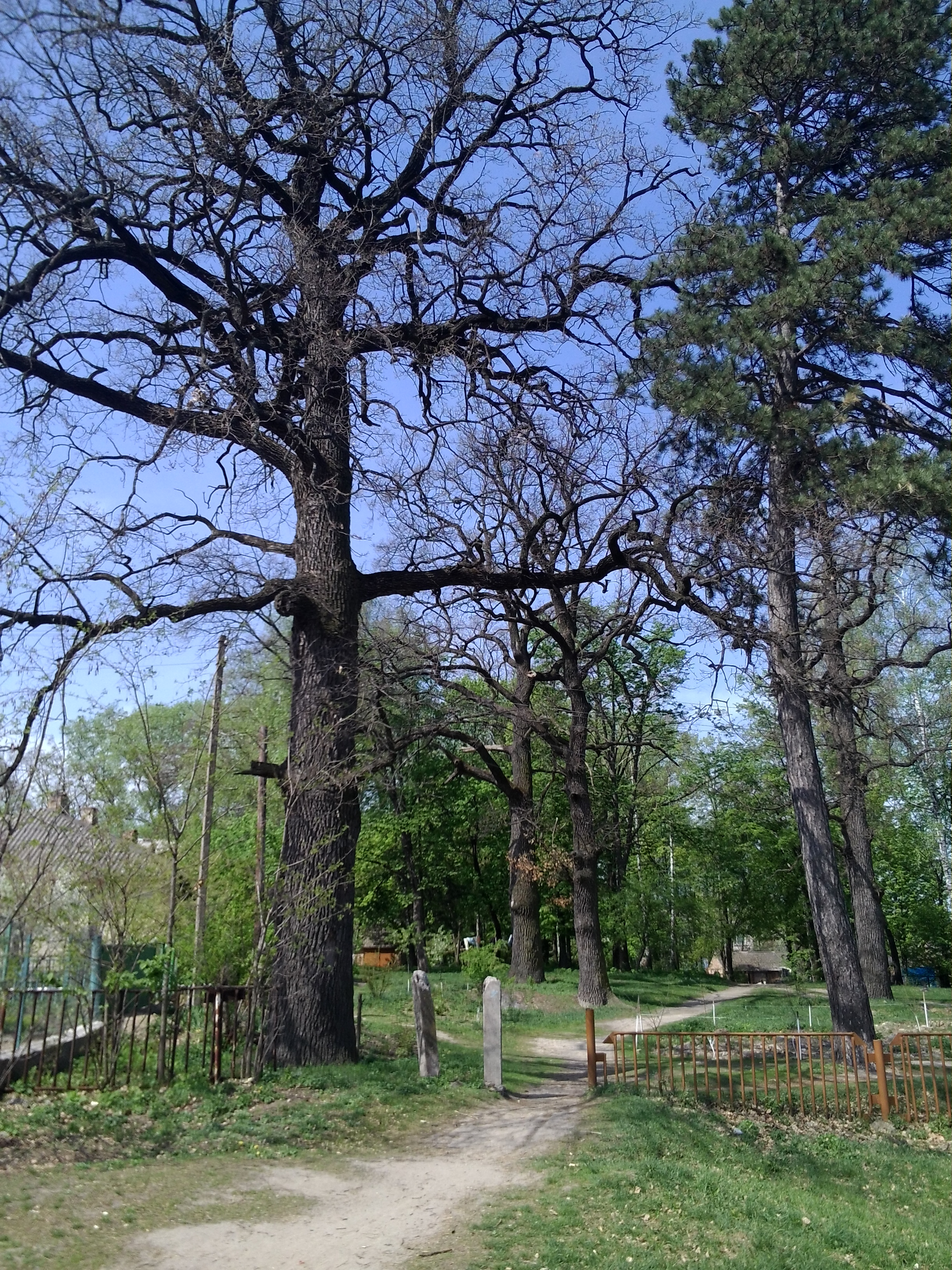
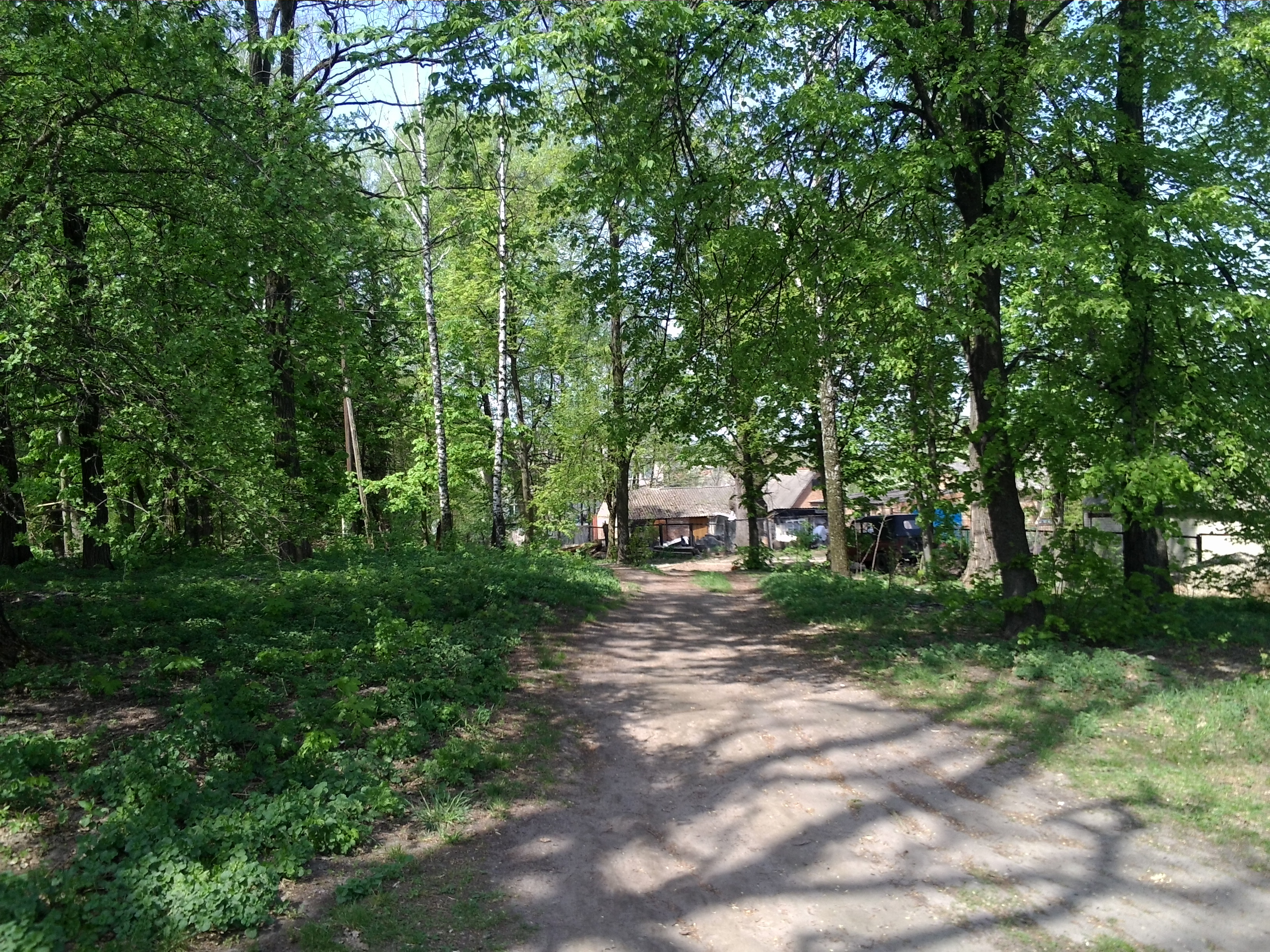
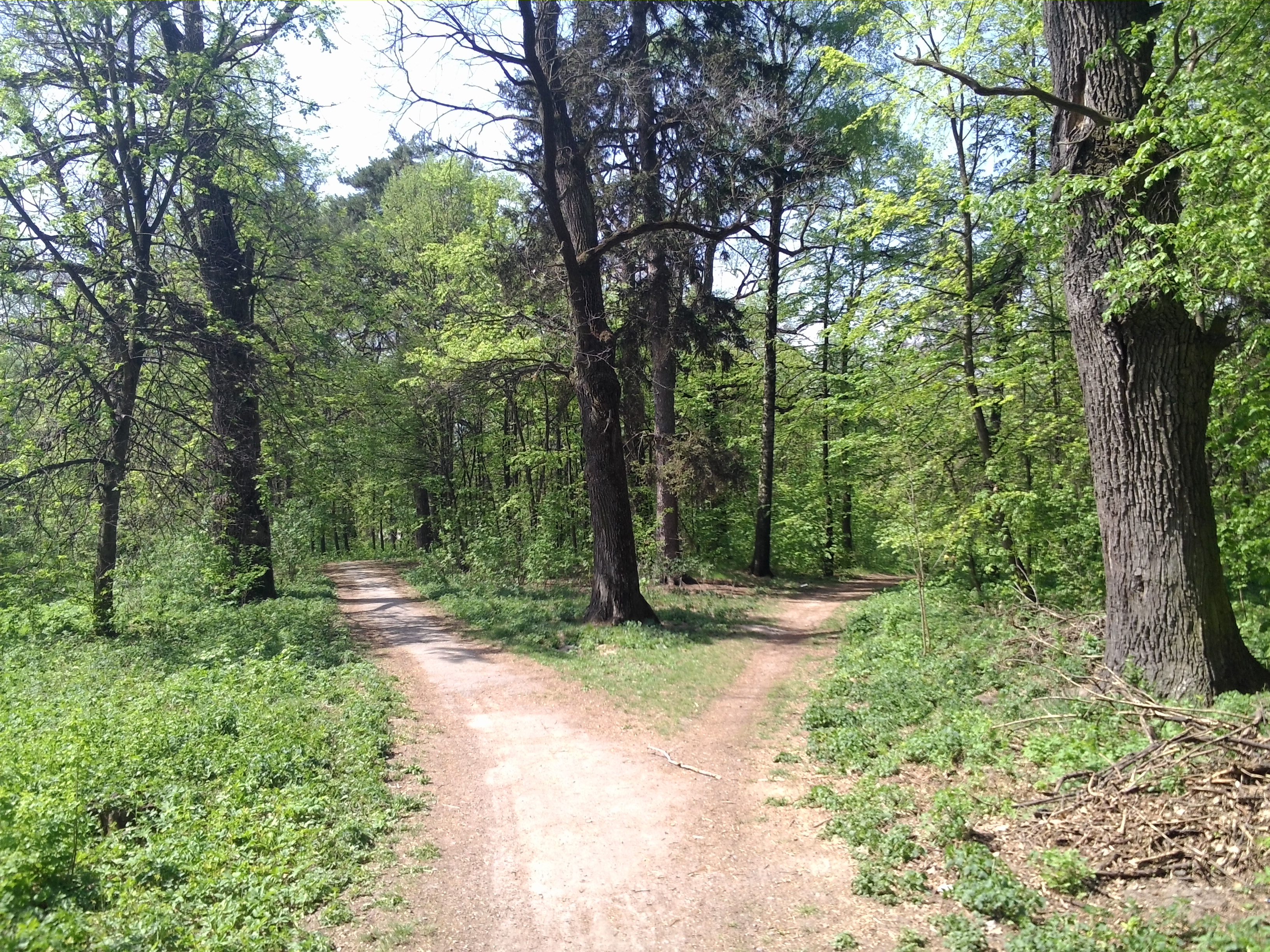
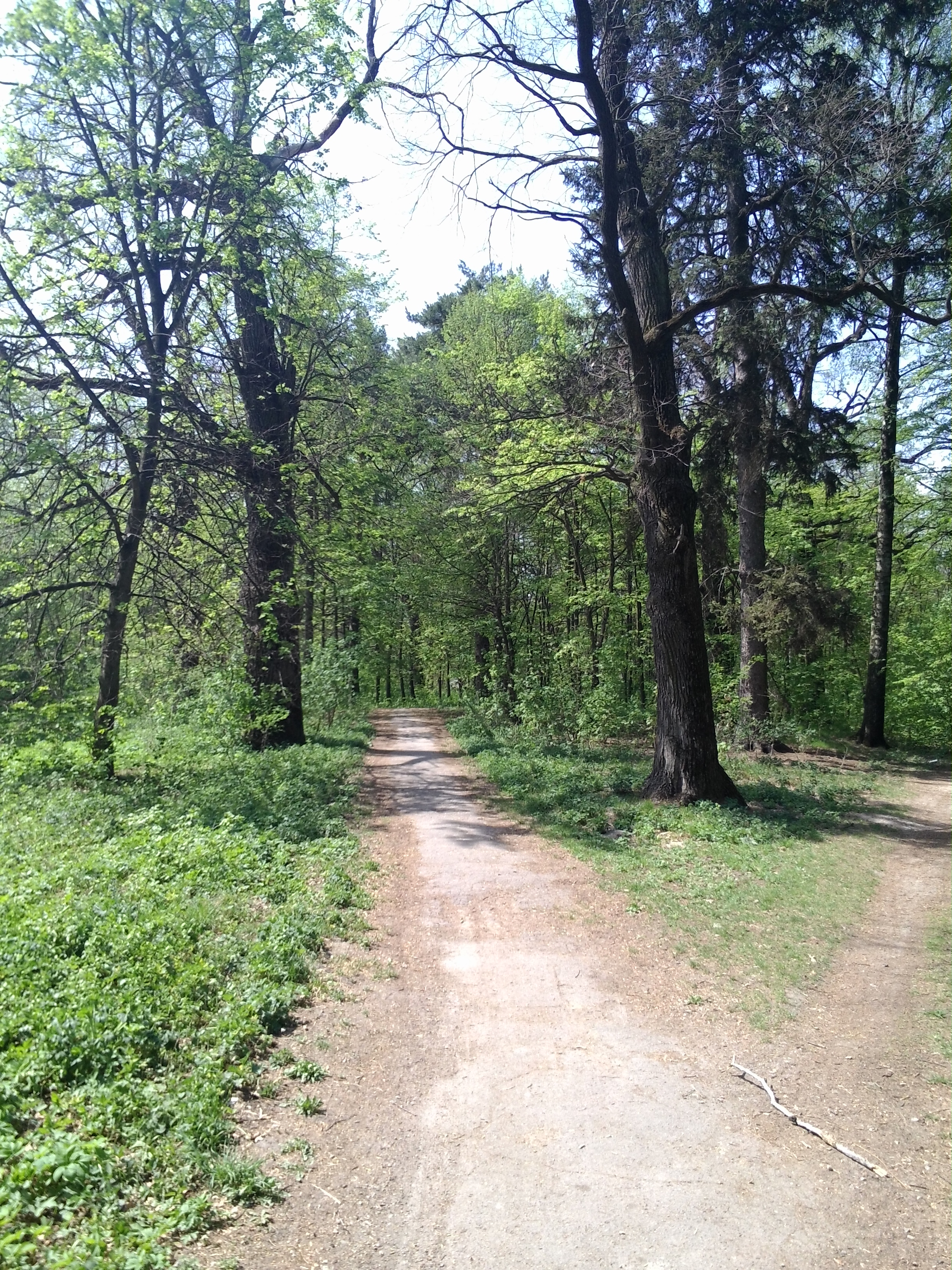
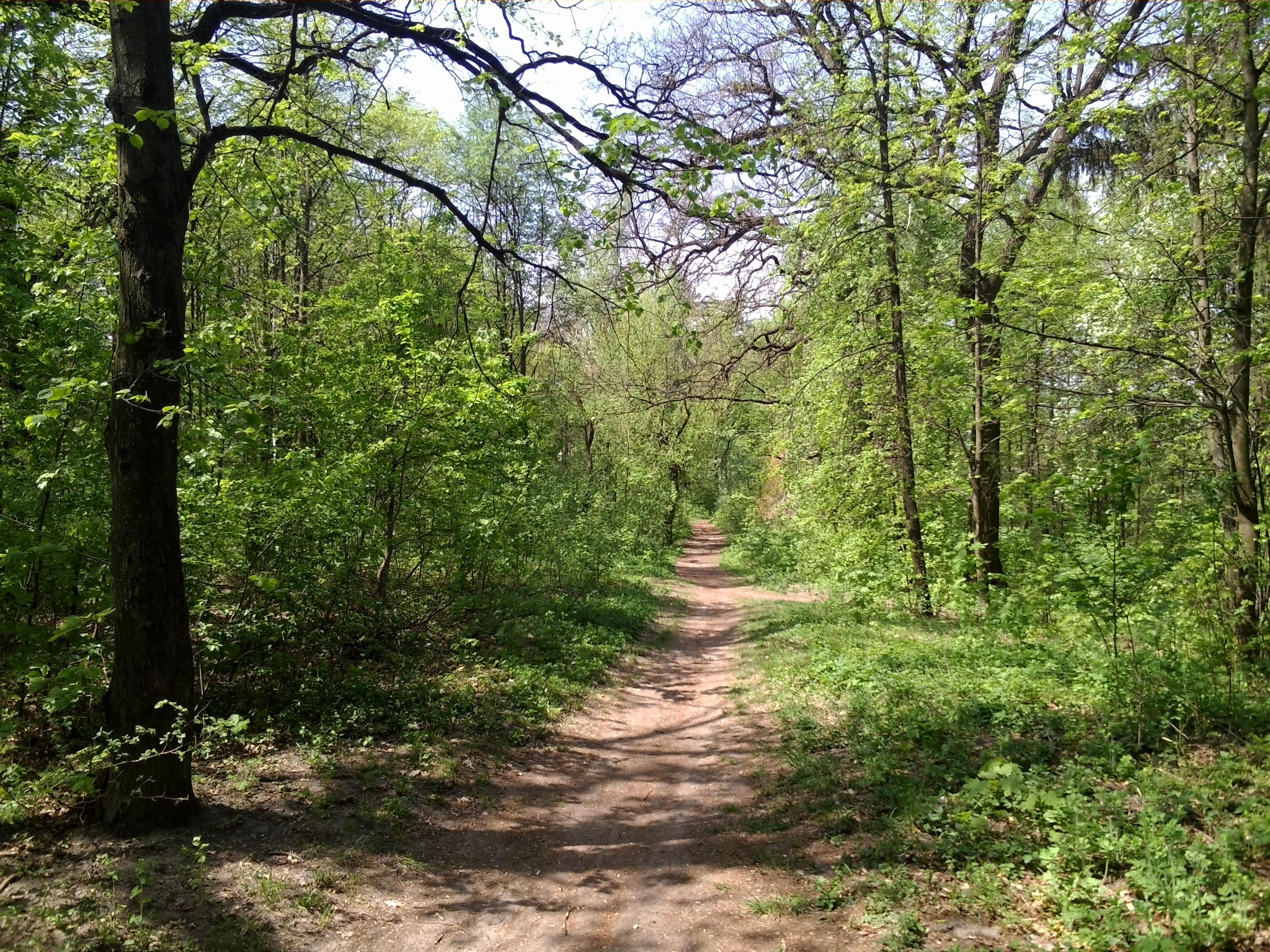
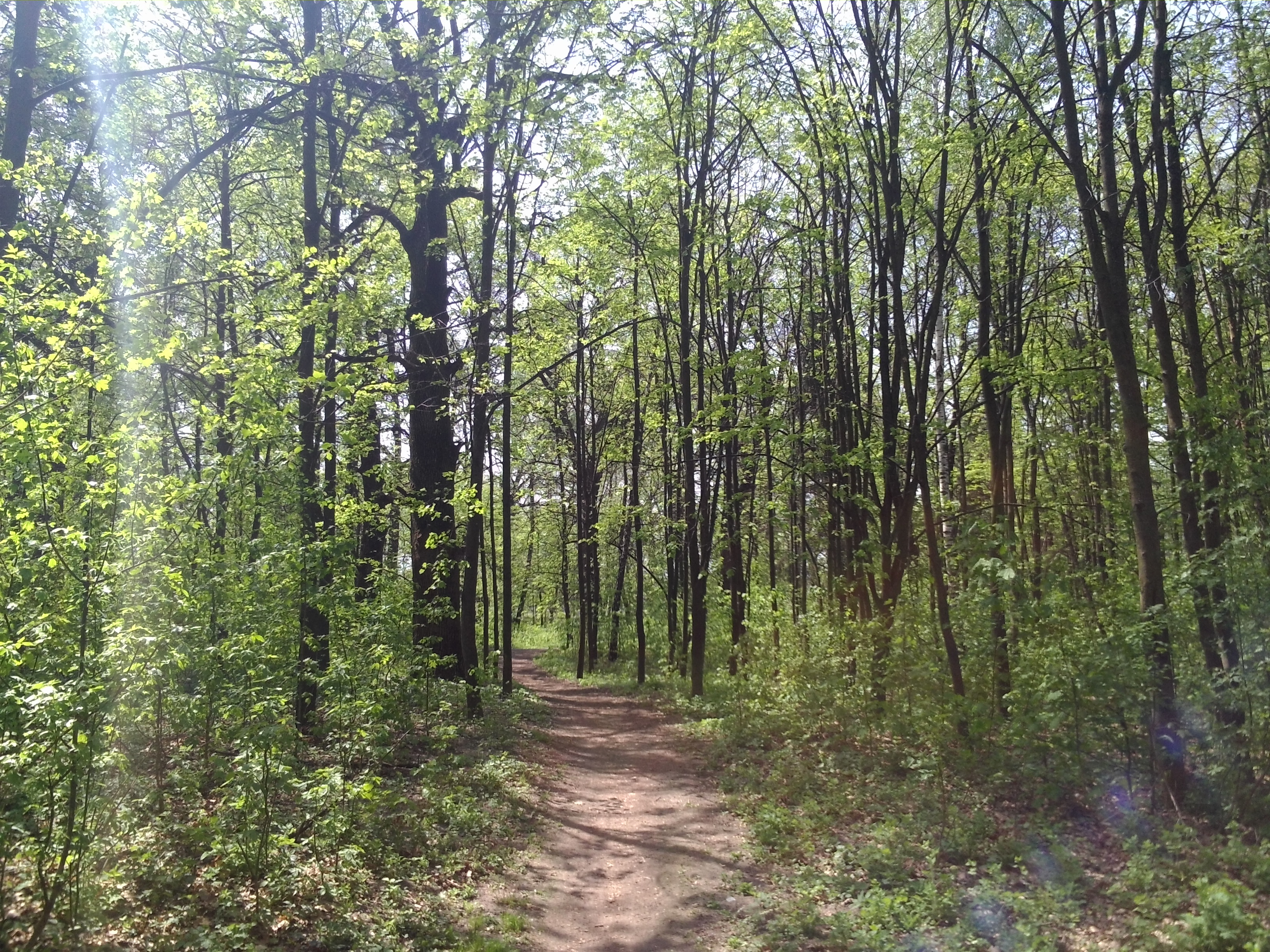
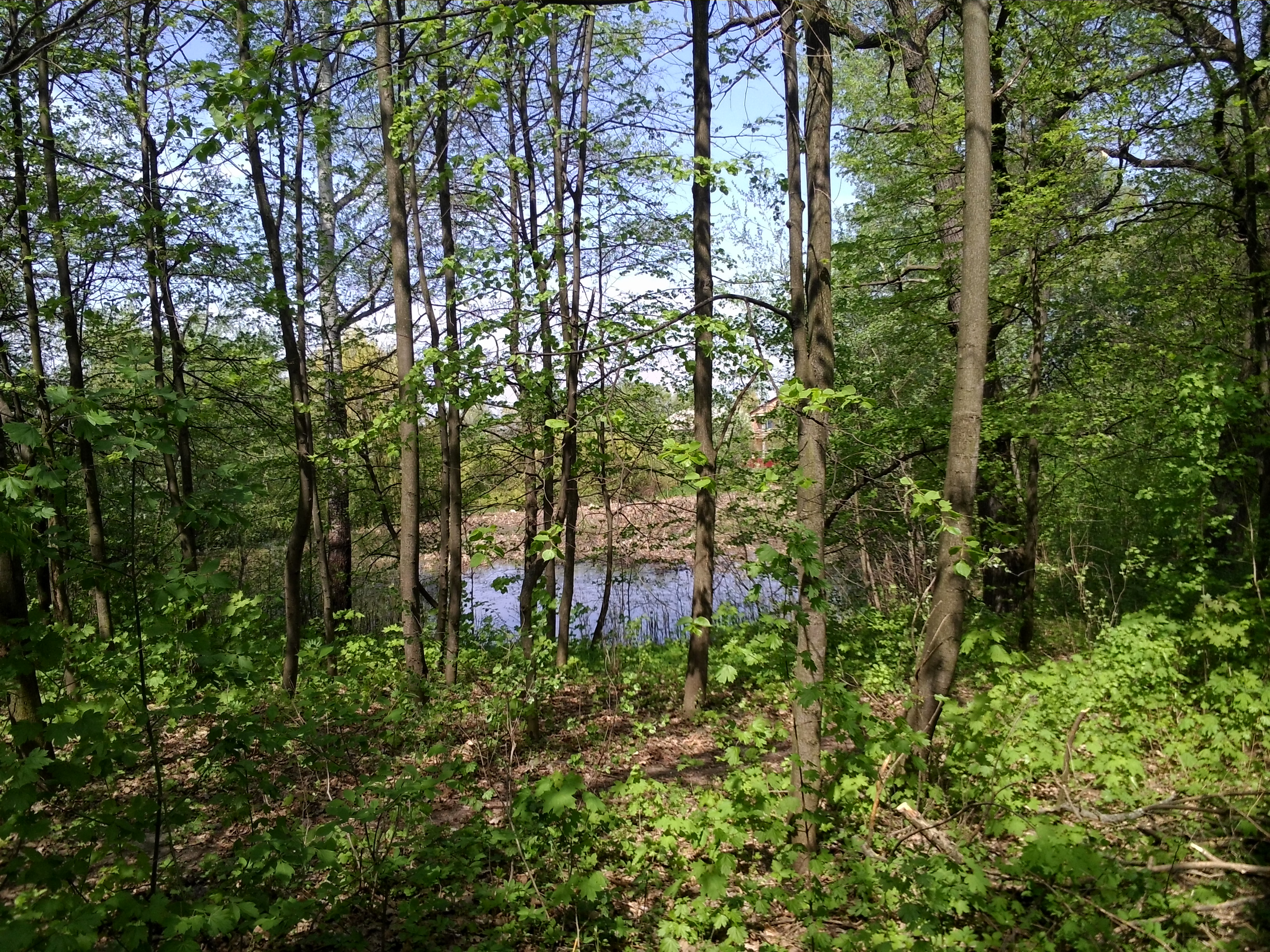
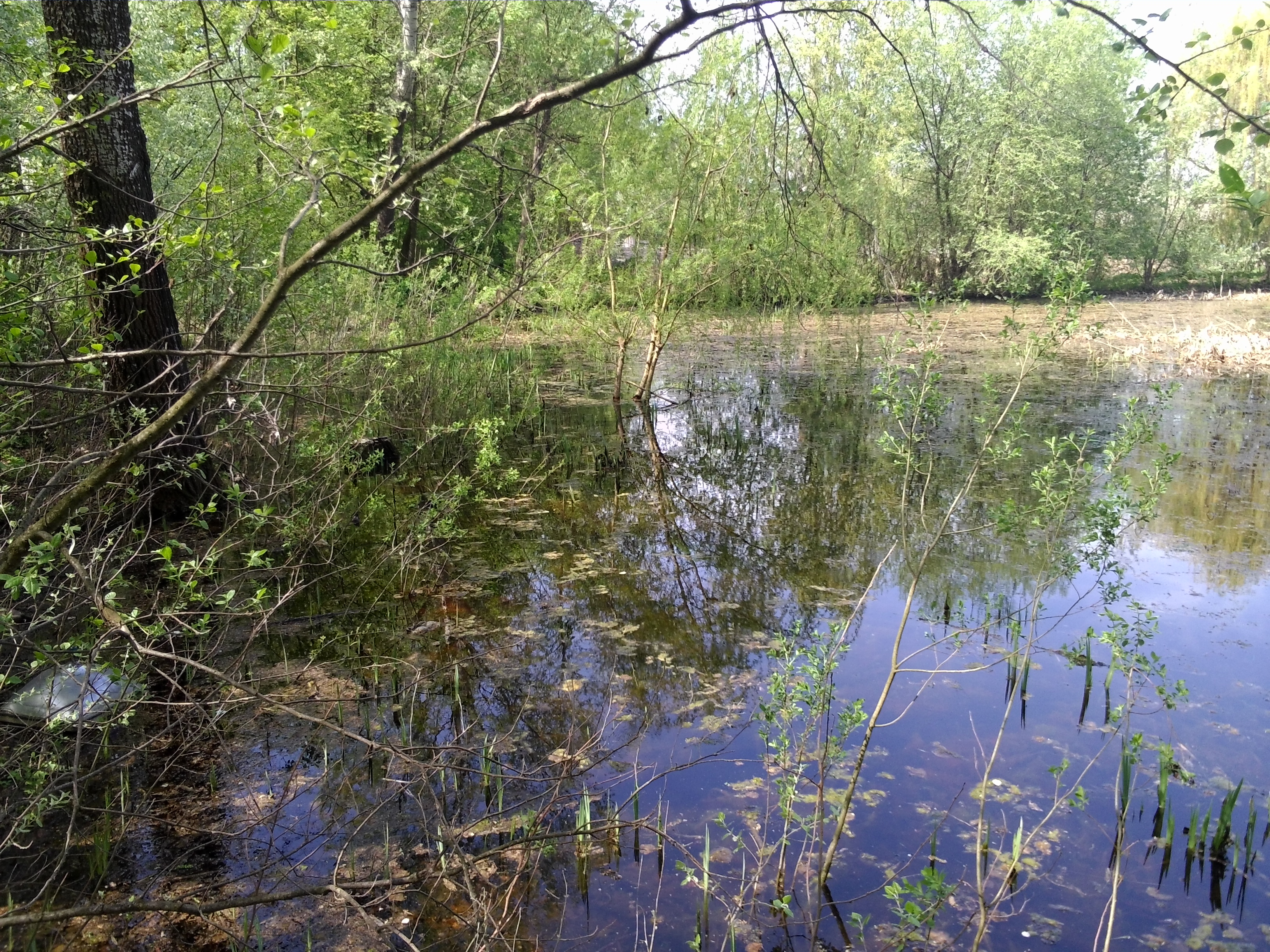
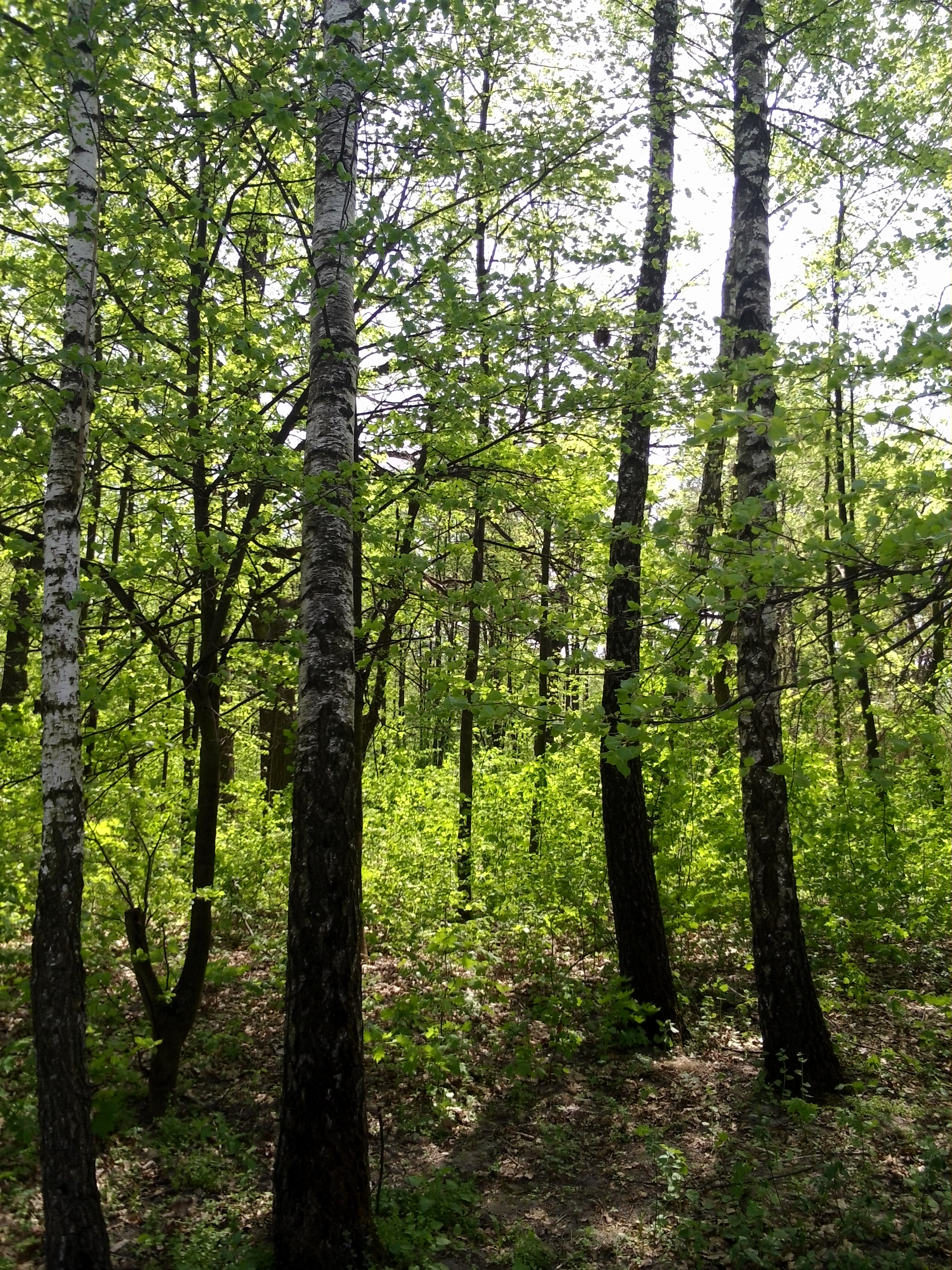
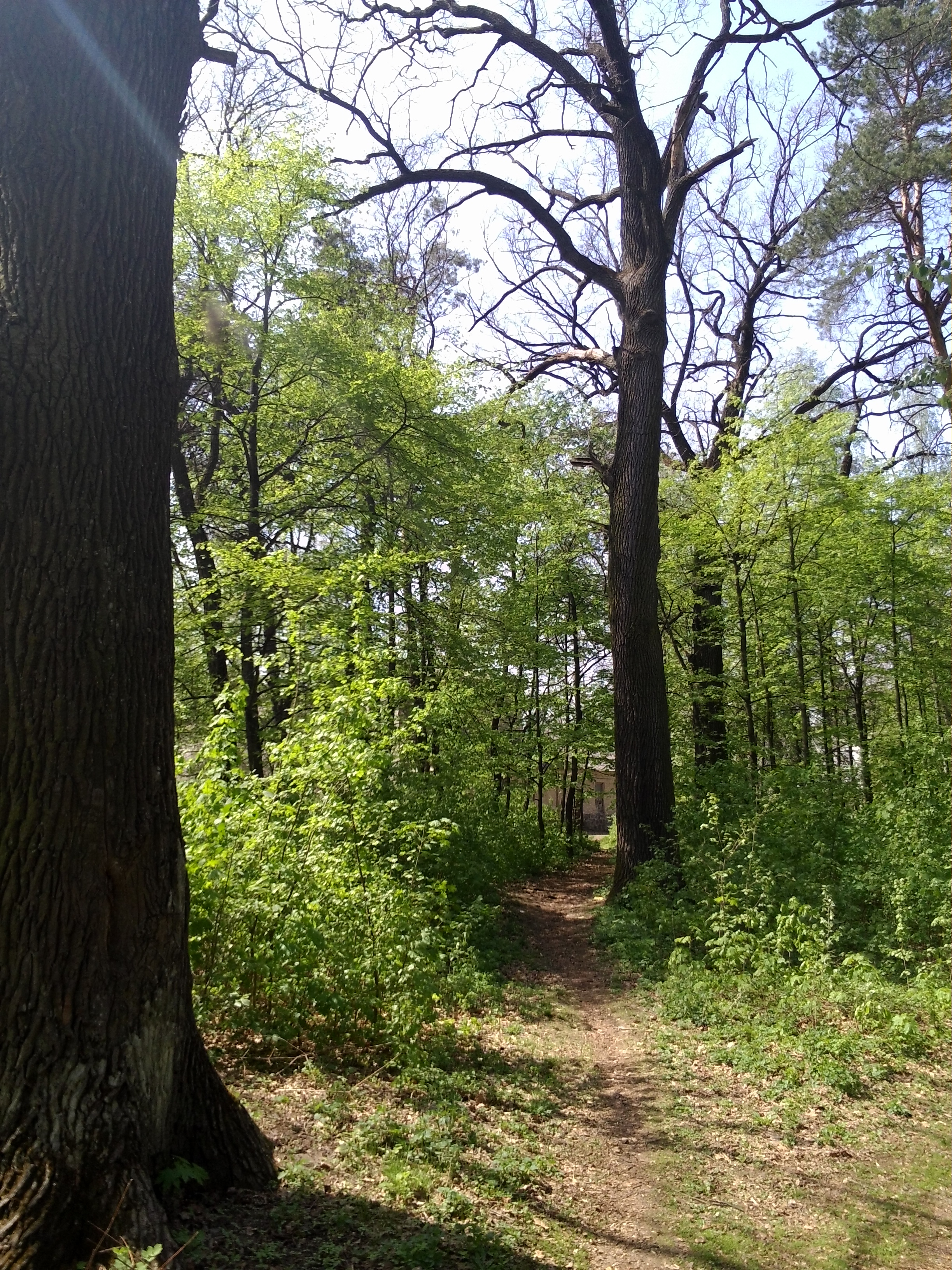
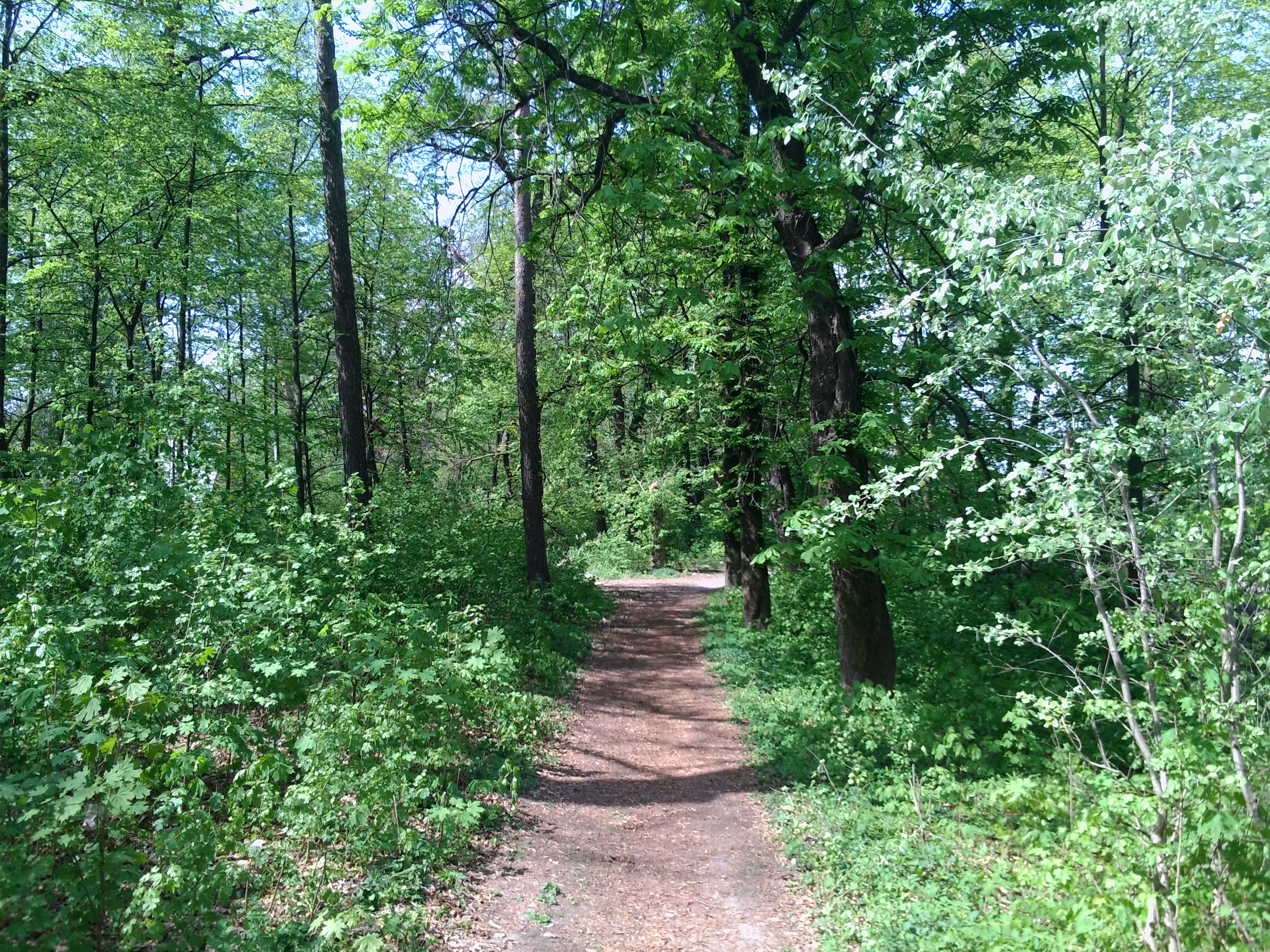
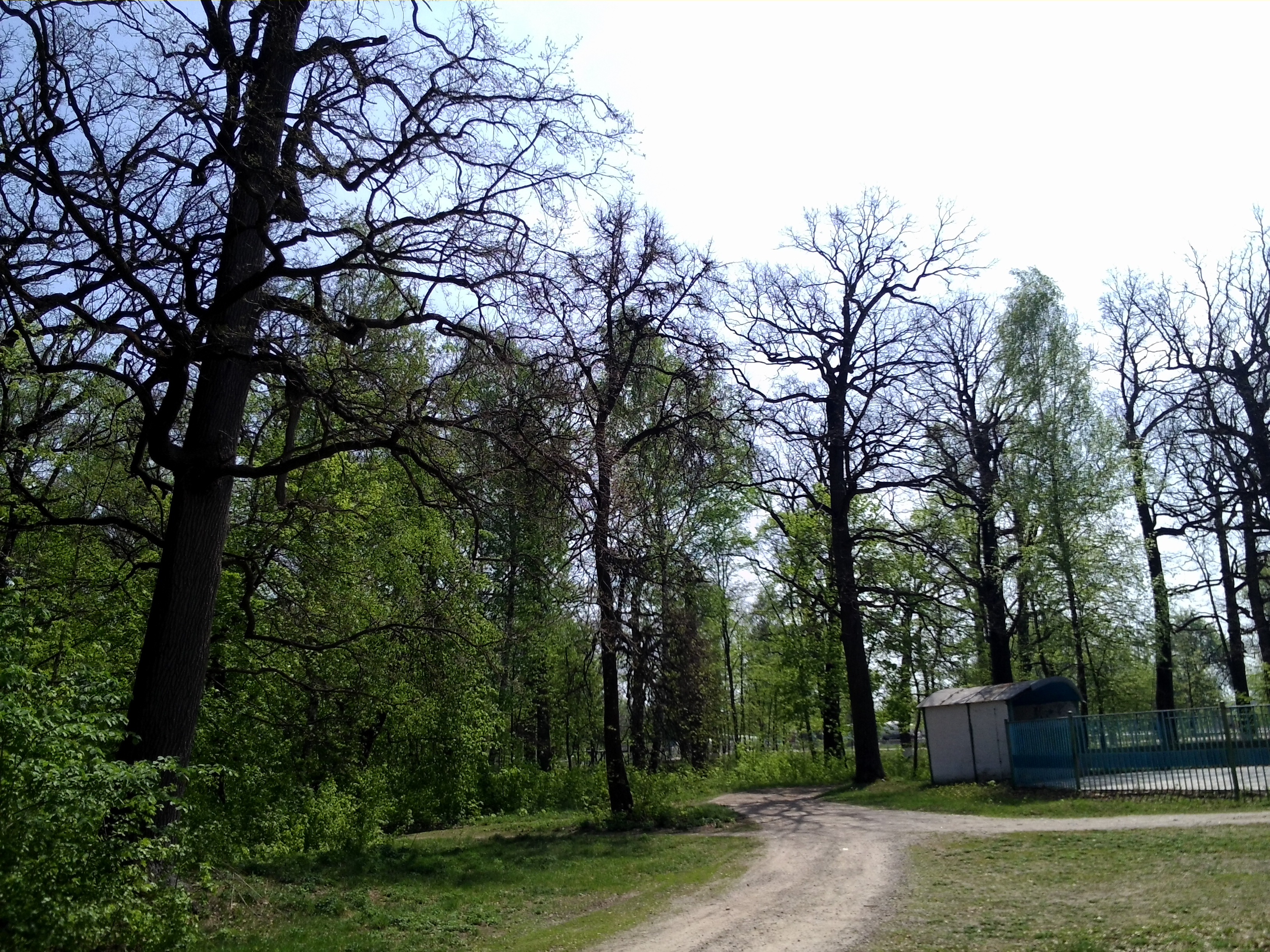
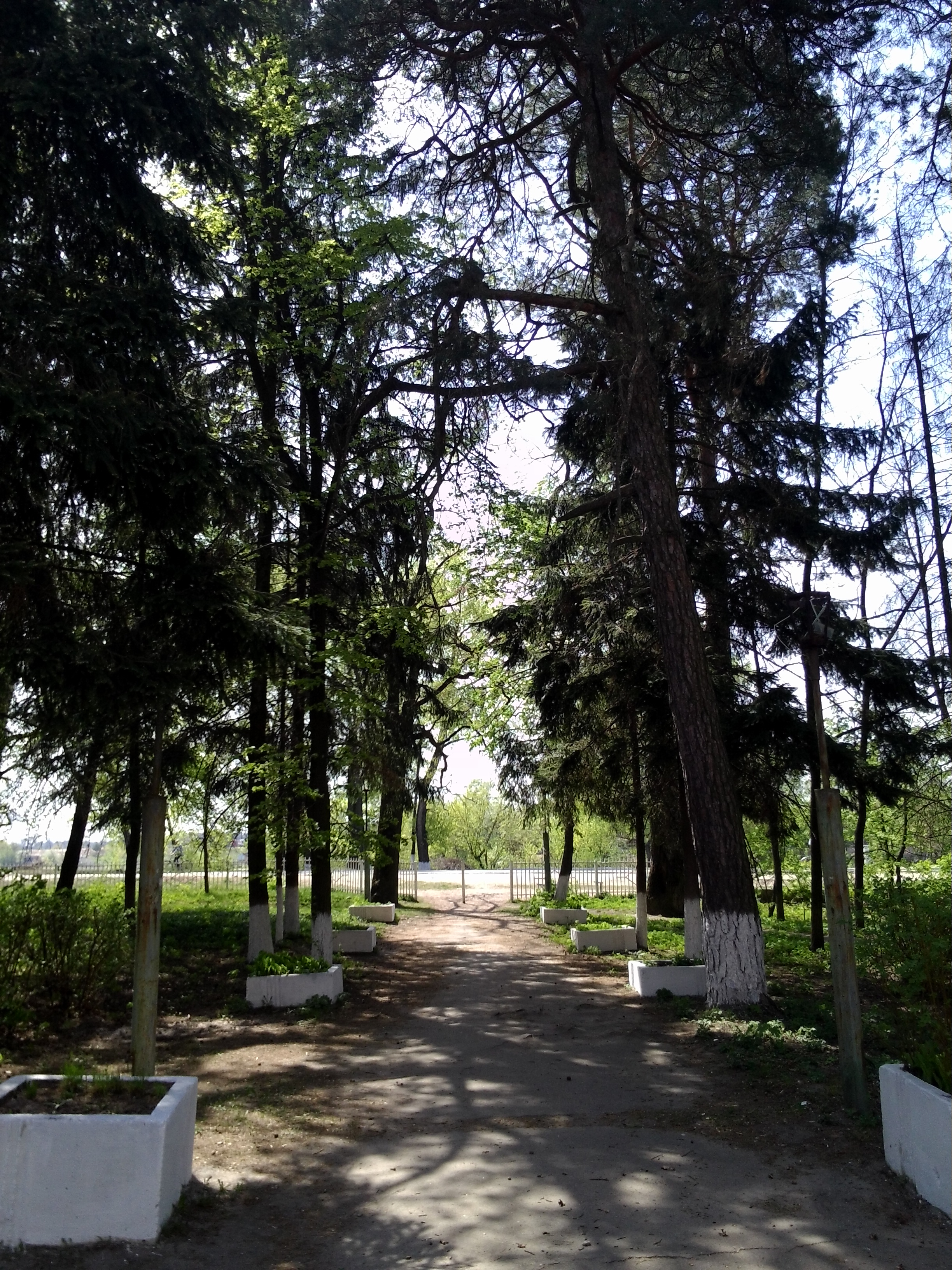
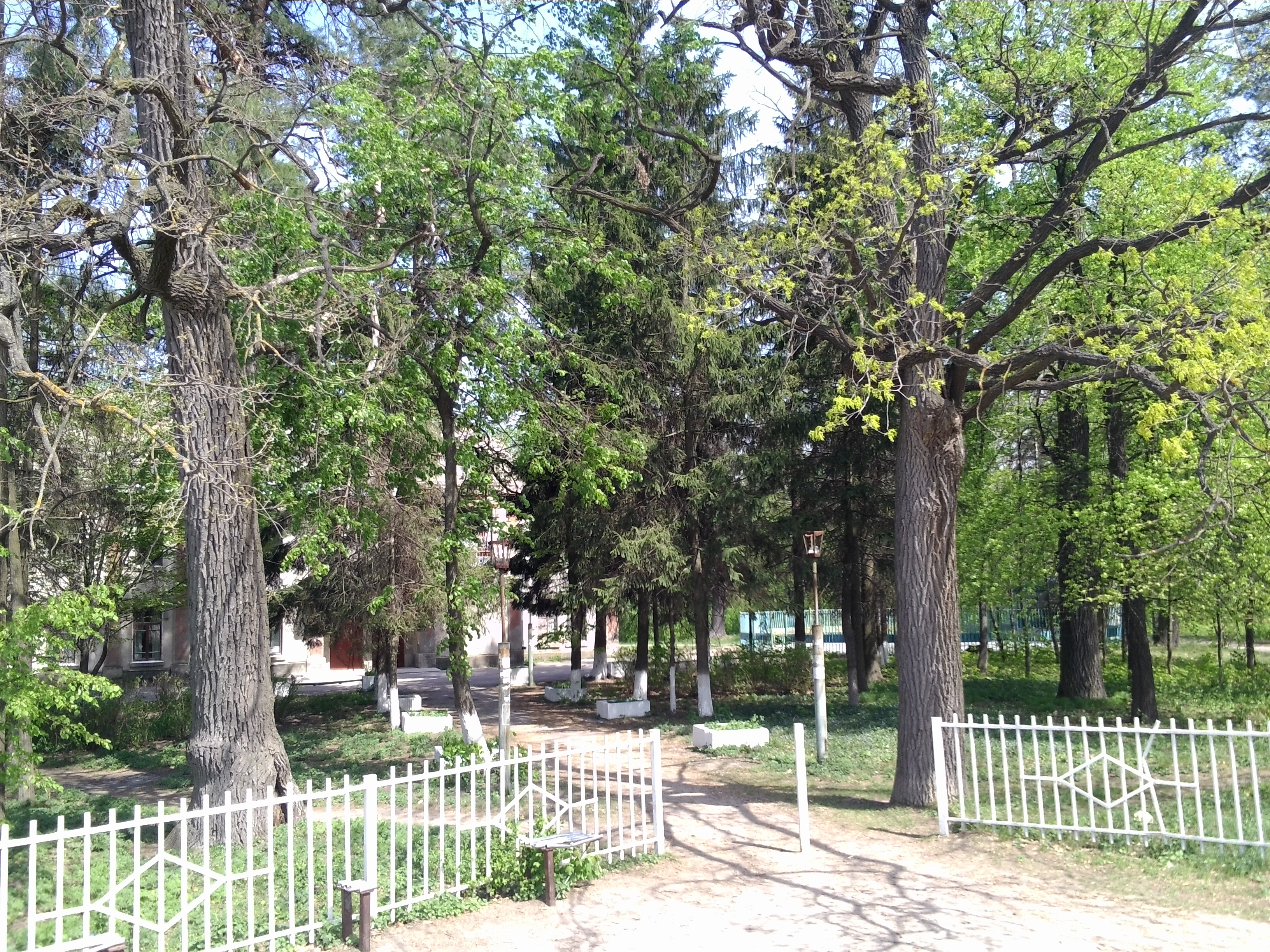
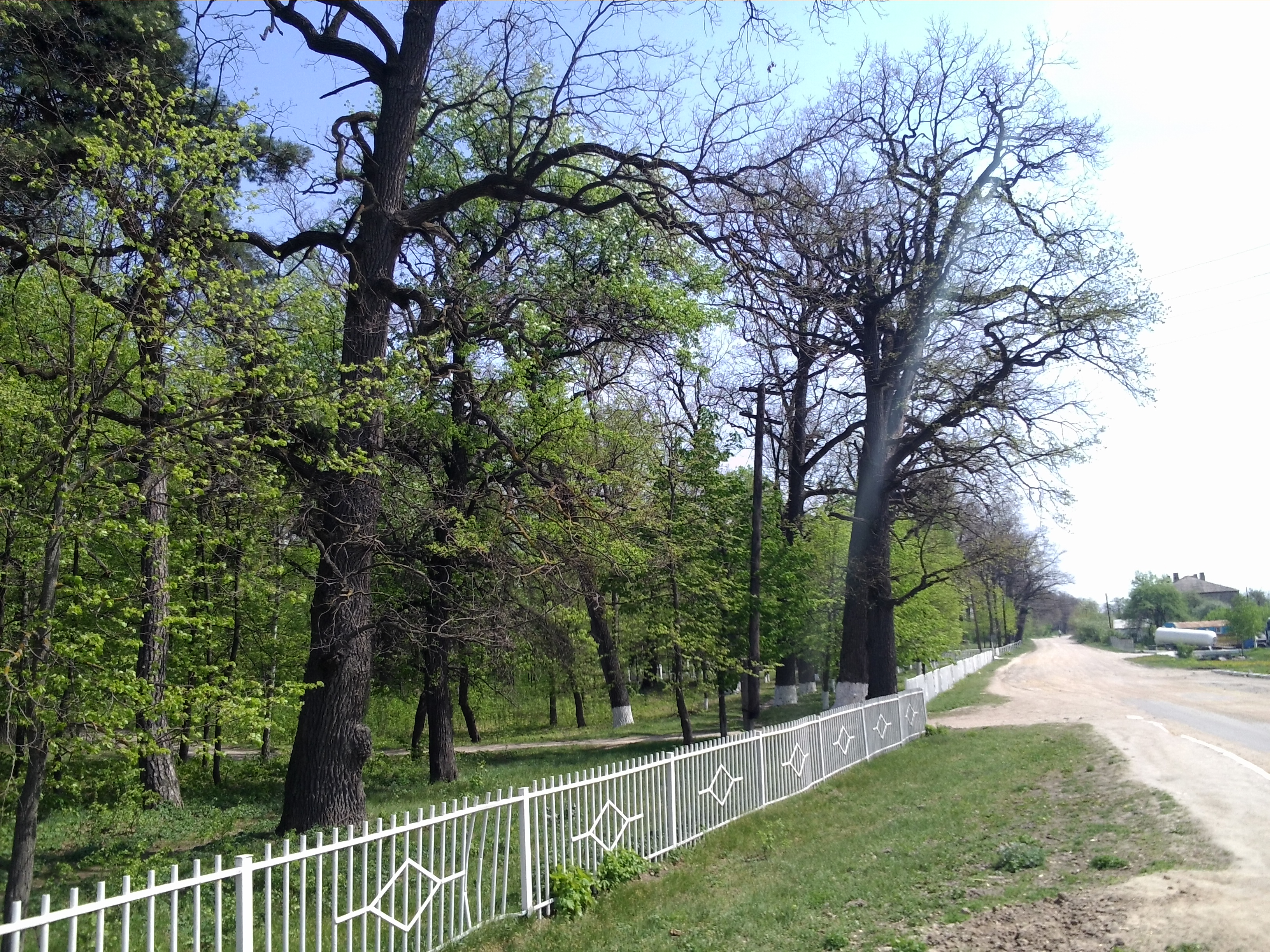
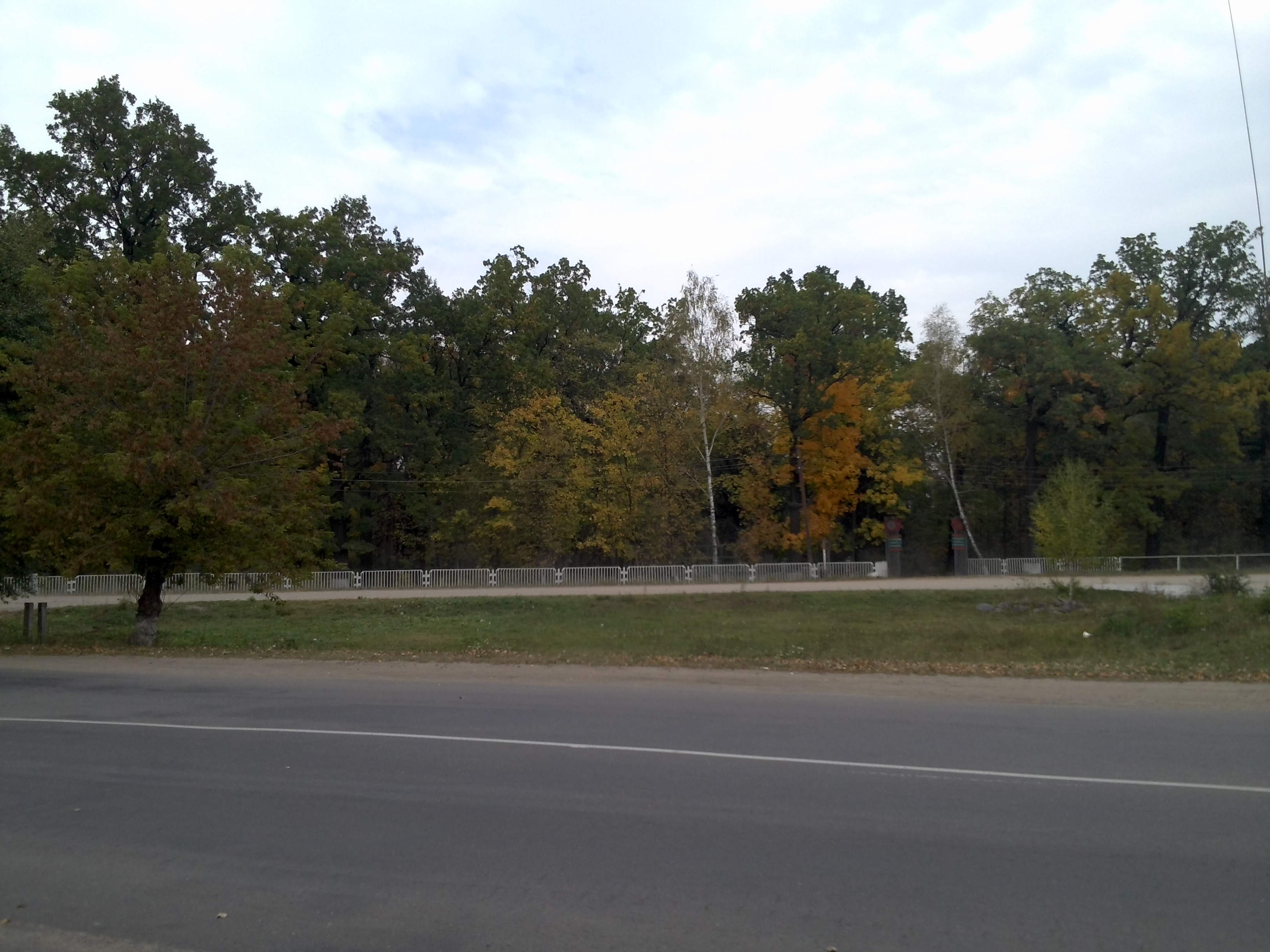
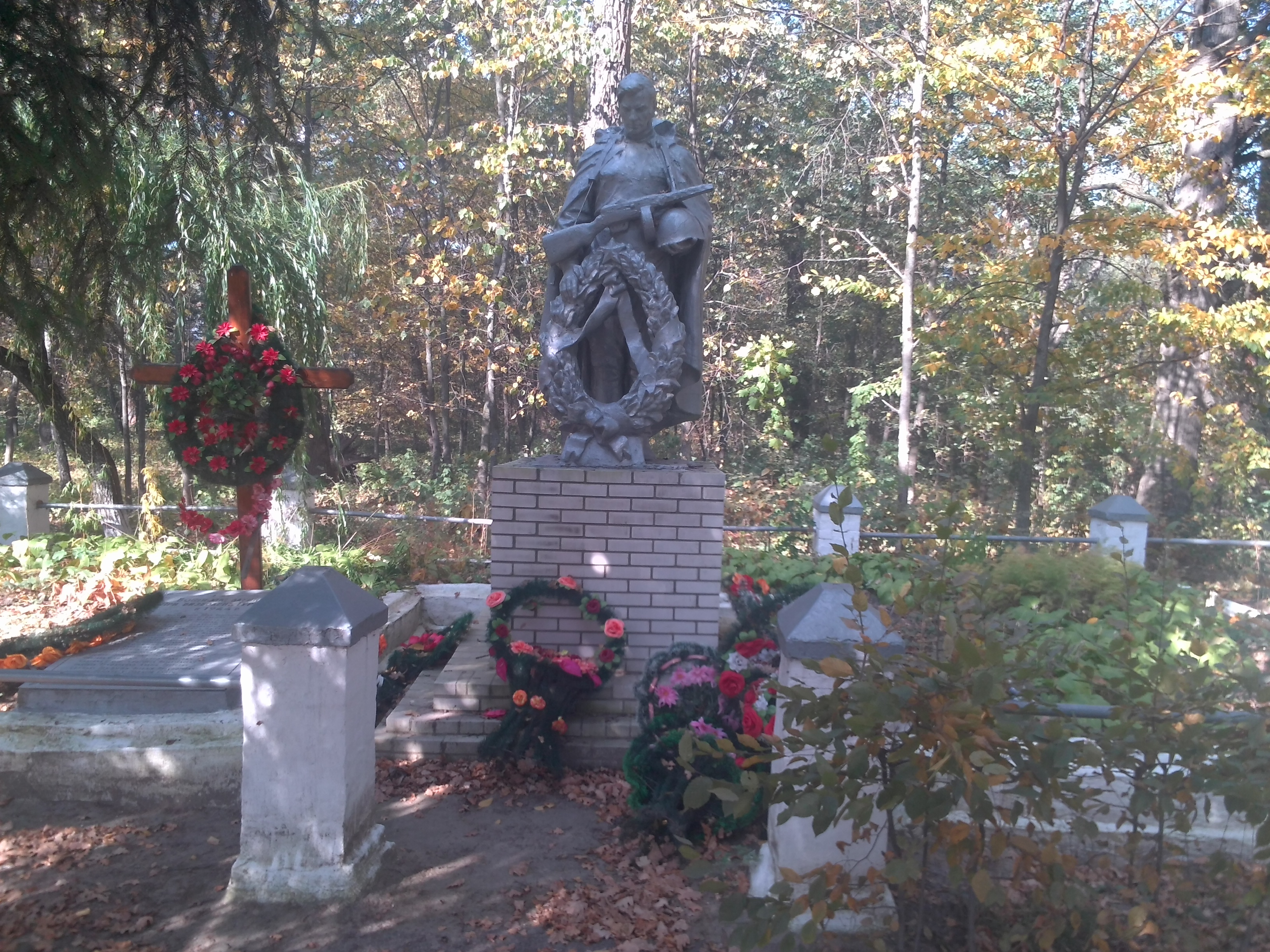